# Kupeornis chapini
A Kupeornis chapini a madarak osztályának verébalakúak (Passeriformes) rendjébe és a  Leiothrichidae családjába tartozó faj.

## Rendszerezése
A fajt Henri Schouteden belga ornitológus írta le 1949-ben. Egyes szervezetek  a Turdoides nembe sorolják Turdoides chapini néven. Tudományos faji nevét James Chapin amerikai ornitológusról kapta.

## Alfajai
- Kupeornis chapini chapini Schouteden, 1949
- Kupeornis chapini kalindei (Prigogine, 1964)
- Kupeornis chapini nyombensis (Prigogine, 1960)

## Előfordulása
Afrika középső részén, a Kongói Demokratikus Köztársaság területén honos. Természetes élőhelyei a szubtrópusi vagy trópusi síkvidéki és hegyi esőerdők. Állandó, nem vonuló faj.

## Megjelenése
Testhossza 18-19 centiméter.

## Természetvédelmi helyzete
Az elterjedési területe kicsi és csökkenő, egyedszáma is csökken. A Természetvédelmi Világszövetség Vörös listáján mérsékelten fenyegetett fajként szerepel.